# Гурине
Гу́рине —  село в Україні, в Люботинській громаді Харківськомого районіу Харківської області. Населення становить 65 осіб. Колишній орган місцевого самоврядування — Манченківська селищна рада.

## Географія
Село Гурине знаходиться неподалік від витоків річки Мокрий Мерчик. За 1 км розташоване село Старий Мерчик (Валківський район) і за 1,5 км — селище Ударне. До села примикає лісовий масив (дуб). Поруч проходить залізниця, найближча станція Просторе за 1 км.